# كفاءة تواصلية

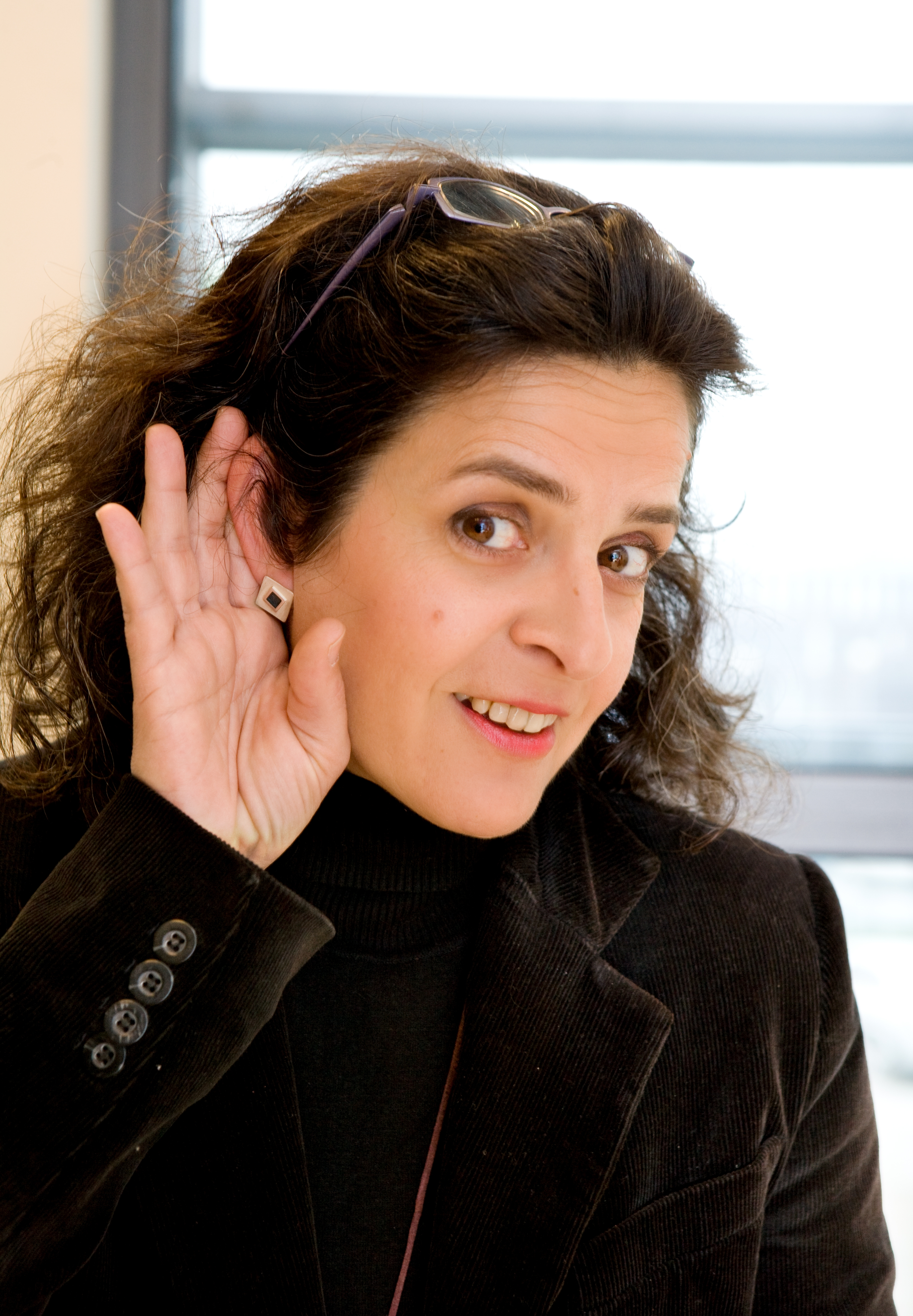

الكفاءة التواصلية (بالإسبانية: Competencia comunicativa)‏ هي قدرة الشخص على التصرف بشكل مناسب أمام محدثيه ومعرفة ما يجب قوله، ولمن ومتى وكيف يُقال ومتى يجب الصمت. ويستدعي ذلك احترام مجموعة من القواعد النحوية واللغوية مثل الصوتيات والمعاني والمعاجم وقواعد استخدام اللغة، المرتبطة بالسياق الاجتماعي التاريخي والثقافي، حيث بيئة الاتصال المناسبة.